# I3 (창 관리자)
i3는 X 윈도 시스템용 타일링 창 관리자로, C로 작성했다. 타일링, 스태킹, 탭 배치를 지원하며 이를 동적으로 관리한다. 설정은 순수 텍스트 파일에서 하며 그 기능은 유닉스 도메인 소켓과 많은 프로그래밍 언어의 JSON 기반 IPC를 사용해 확장할 수 있다.
wmii처럼 i3는 vi와 아주 비슷한 제어 체계를 사용한다. 기본 설정에서는 창 초점은 Alt 키와 오른쪽에 있는 J,K,L,; 키를 사용해서 제어하며 창 이동은 ⇧ Shift 키를 추가하여 Alt+Shift+J,K,L,;로 제어한다.

## 설계 목적
- 설정은 순수한 텍스트 파일에서 하므로 프로그래밍을 몰라도 이 파일을 수정할 수 있다.
- dwm, awesome, xmonad와 같은 창 관리자와는 대조적으로 i3는 창 관리를 사용자에게 맡긴다. 창은 컨테이너에 포함되며 컨테이너는 수직이나 수평으로 나눌 수 있다. 또한 컨테이너 크기를 조절할 수 있다. 창을 스태킹하거나 탭(웹 브라우저 탭과 유사)으로 묶을 수도 있다.
- 다중 모니터인 시스템에서는 작업 공간이 공유된다. i3는 모니터를 구분하지 않고 모니터는 분리되어 있지 않아서 창을 모니터 사이에서 쉽게 이동할 수 있다.

## 플로팅 팝업 창
i3가 타일링 창 관리자이지만 비밀번호 팝업과 같은 특정한 창은 기본적으로 새로운 타일로 나타나지 않고 타일된 창 위에 나타난다. 이런한 플로팅 창은 그놈이나 KDE에서처럼 자유롭게 이동되거나 크기를 조절할 수 있다.
i3 제작자들은 팝업 창만을 위해 플로팅 창을 사용하려 했다.